# Aikmel Utara
Aikmel Utara is een bestuurslaag in het regentschap Oost-Lombok van de provincie West-Nusa Tenggara, Indonesië. Aikmel Utara telt 11.663 inwoners (volkstelling 2010).